# Einar Svensson
John Einar "Stor-Klas" Svensson (27. září 1894 – 20. března 1959) byl švédský reprezentační hokejový obránce.
V roce 1920 byl členem Švédského hokejového týmu, který skončil čtvrtý na Letních olympijských hrách. Odehrál pět zápasů a vstřelil dvě branky.